# ZB-47
ZB-47 (читается «зет-бе») — экспериментальный пистолет-пулемёт, созданный чехословацким конструктором оружия Вацлавом Холеком в 1947 году.
ПП предназначался для вооружения экипажей танков и бронемашин, в связи с чем одними из основных требований были компактность и отсутствие выступающих частей, способных помешать покинуть подбитую боевую машину.
Конструктор радикально подошёл к решению данной проблемы, сделав оружие полностью складным и лишённым выступающего длинного магазина, характерного для пистолетов-пулемётов того времени. Вместо пистолетной рукоятки для удержания оружия использовалось отверстие в нижней части ствольной коробки; магазин располагался внутри ствольной коробки и вставлялся в неё снизу, в горизонтальном положении. Кожух, внутри которого располагался магазин, также служил направляющей, по которой скользил складной плечевой упор (существовал и вариант с неподвижным деревянным прикладом). Патроны подавались из магазина с помощью специального храпового механизма, приводившегося в движение затвором.
В результате оружие получилось очень компактным, в снаряжённом состоянии по размерам сравнимым с обычным ПП без магазина или со сложенным магазином (некоторые образцы ПП тех лет имели такую возможность, при этом подача патронов из сложенного магазина прекращалась), но при этом постоянно готовым к бою, и очень быстро могло быть приведено в боевое положение всего одним движением.
Ранний вариант имел полностью закрывающий ствол кожух, но позднее его конфигурацию изменили, оставив на конце короткий оголённый участок ствола — вероятно, для обеспечения возможности стрельбы через амбразуры бронетехники.
На вооружение оружие принято не было, вместо него впоследствии стали выпускать ПП более традиционной (хотя и также необычной) конструкции — Sa. 23, ставший позднее прототипом для израильского Uzi.
В определённой степени это оружие может считаться предшественником созданного намного позже бельгийского FN P90 — оружия самообороны военнослужащих, также обладающего инновационной формой с минимальным количеством выступающих деталей и компактным горизонтально расположенным магазином.